# Ветренно-Телеутское
Ветренно-Телеутское — село в Каменском районе Алтайского края. Административный центр Телеутского сельсовета.

## История
Основано в 1726 году. В 1928 году состояло из 336 хозяйств, основное население — русские. Центр Ветрено-Телеутского сельсовета Каменского района Каменского округа Сибирского края.

## Население
| 1926 | 1997 | 1998 | 1999 | 2000 | 2001 | 2002 | 2003 | 2004 | 2005 | 2006 | 2007 | 2008 | 2009 |
| ---- | ---- | ---- | ---- | ---- | ---- | ---- | ---- | ---- | ---- | ---- | ---- | ---- | ---- |
| 1692 | ↘498 | ↘496 | ↘479 | ↘460 | ↘448 | ↘431 | ↗450 | ↘418 | ↘396 | ↘358 | ↘326 | ↗332 | ↘297 |
| 2010 | 2011 | 2012 | 2013 |      |      |      |      |      |      |      |      |      |      |
| ↘277 | ↘276 | ↗300 | ↘282 |      |      |      |      |      |      |      |      |      |      |